# Copa Mundial Femenina de Fútbol Sub-20 de 2022
La X Copa Mundial Femenina de Fútbol Sub-20 (en inglés FIFA U-20 Women's World Cup Costa Rica 2022) fue la décima edición de dicha competición. El torneo se disputó en Costa Rica, que fue designada sede de la edición de 2020 antes de que fuera cancelada debido a la pandemia de COVID-19. Esta fue la segunda ocasión en que Costa Rica es sede de un torneo de fútbol de la FIFA después de la Copa Mundial Femenina de Fútbol Sub-17 de 2014. Esta edición celebra el 10° aniversario de la franquicia de la Copa Mundial Femenina de Fútbol Sub-20 al igual que su sucesor.
Fue la tercera vez que un país miembro de la Concacaf organizara este evento, luego de que Canadá organizara las ediciones de 2002 y 2014.

## Elección del país anfitrión
Costa Rica y Panamá fueron seleccionados originalmente como coanfitriones de la Copa Mundial Femenina Sub-20 de la FIFA 2020 el 20 de diciembre de 2019, ante la retirada de Panamá, dejando a Costa Rica como el único anfitrión del torneo. El 17 de noviembre de 2020, la FIFA anunció que la edición 2020 del torneo sería cancelada debido a la pandemia de COVID-19. En cambio, Costa Rica fue designada como sede de la próxima edición del torneo en 2022.

## Organización

### Sedes
| Costa Rica                    | Costa Rica        | Costa Rica                     |
| Alajuela                      | Alajuela San José | San José                       |
| ----------------------------- | ----------------- | ------------------------------ |
| Estadio Alejandro Morera Soto | Alajuela San José | Estadio Nacional de Costa Rica |
| Capacidad: 17.895             | Alajuela San José | Capacidad: 35.175              |
|                               | Alajuela San José |                                |

### Árbitras
Para el torneo fueron designadas 13 árbitras, 26 árbitras asistentes, 9 árbitras principales asistentes de vídeo (VAR) y 1 árbitra de reserva. En cursiva se muestran las 5 árbitras asistentes de árbitras asistentes de vídeo (AVAR).
Por primera vez se utilizará el sistema de videoarbitraje (VAR) en la Copa Mundial Femenina de Fútbol Sub-20.
| Confederación | Árbitra             | Asistentes         | Asistentes          |
| ------------- | ------------------- | ------------------ | ------------------- |
| AFC           | Kim Yu-jeong        | Park Mi-suk        | Ramina Tsoi         |
| AFC           | Lara Lee            | Heba Saadieh       | Trương Thị Lệ Trinh |
| CAF           | Vincentia Amedome   | Carine Atezambong  | Fanta Kone          |
| CAF           | Akhona Makalima     | Diana Chikotesha   | Mimisen Iyorhe      |
| Concacaf      | Marianela Araya     | Mijensa Rensch     | Shirley Perelló     |
| Concacaf      | Francia González    | Enedina Caudillo   | Sandra Ramírez      |
| Concacaf      | Tori Penso          | Brooke Mayo        | Chantal Boudreau    |
| Conmebol      | Emikar Calderas     | Migdalia Rodríguez | Mary Blanco         |
| OFC           | Anna-Marie Keighley | Sarah Jones        | Maria Salamasina    |
| UEFA          | Cheryl Foster       | Sara Telek         | Katarzyna Wójs      |
| UEFA          | Marta Huerta de Aza | Guadalupe Porras   | Katalin Török       |
| UEFA          | Lina Lehtovaara     | Karolin Kaivoja    | Susanne Küng        |
| UEFA          | Tess Olofsson       | Almira Spahić      | Polyxeni Irodotou   |

| Confederación | Árbitras Asistentes de Vídeo |
| ------------- | ---------------------------- |
| AFC           | Kate Jacewicz                |
| AFC           | Sarah Ho                     |
| CAF           | Bouchra Karboubi             |
| CAF           | Fatiha Jermoumi              |
| Concacaf      | Melissa Borjas               |
| Concacaf      | Tatiana Guzmán               |
| Conmebol      | María Belén Carvajal         |
| Conmebol      | Salomé di Iorio              |
| Conmebol      | Daiane Muniz dos Santos      |
| UEFA          | Esther Staubli               |
| UEFA          | Maïka Vanderstichel          |
| UEFA          | Ella De Vries                |
| UEFA          | Eliana Fernández             |
| UEFA          | Sian Massey                  |

| Árbitra de soporte | Árbitra de soporte |
| ------------------ | ------------------ |
| Elizabeth Tintaya  |                    |

## Equipos participantes
En cursiva, los equipos debutantes del torneo.
| Competición                                       | Fecha                                      | Sede                 | Plazas | Clasificados                                  |
| ------------------------------------------------- | ------------------------------------------ | -------------------- | ------ | --------------------------------------------- |
| País anfitrión                                    | 20 de diciembre de 2019                    | Suiza                | 1      | Costa Rica                                    |
| Designados por AFC                                | Clasificación 2021 cancelada               | Malasia              | 3      | Corea del Norte Australia Corea del Sur Japón |
| Campeonato Femenino Sub-20 de la CAF de 2022      | 5 de agosto de 2021 al 27 de marzo de 2022 | África               | 2      | Ghana Nigeria                                 |
| Campeonato Femenino Sub-20 de la Concacaf de 2022 | 25 de febrero al 12 de marzo de 2022       | República Dominicana | 3      | Canadá Estados Unidos México                  |
| Campeonato Sudamericano Femenino Sub-20 de 2022   | 6 al 24 de abril de 2022                   | Chile                | 2      | Brasil Colombia                               |
| Designado por OFC                                 | Clasificación 2021 cancelada               | Nueva Zelanda        | 1      | Nueva Zelanda                                 |
| Designado por UEFA                                | Clasificación 2021 cancelada               | Suiza                | 4      | Alemania España Francia Países Bajos          |
| TOTAL                                             |                                            |                      | 16     |                                               |

## Sorteo
El sorteo oficial se realizó el 5 de mayo de 2022 en el Teatro Nacional de Costa Rica.
Los bombos fueron ordenados de acuerdo a los resultados de cada equipo basado en las últimas 5 ediciones de la Copa Mundial Femenina de Fútbol Sub-20. Los equipos de la misma confederación no podrán quedar encuadrados en el mismo grupo.
| Cabezas de serie                              | Bombo 2                              | Bombo 3                                  | Bombo 4                                |
| --------------------------------------------- | ------------------------------------ | ---------------------------------------- | -------------------------------------- |
| Costa Rica (Anfitrión) Alemania Japón Francia | Estados Unidos Nigeria España México | Brasil Corea del Sur Ghana Nueva Zelanda | Países Bajos Canadá Colombia Australia |

## Fase de grupos
Clasificaron los dos mejores de cada grupo a la Segunda fase (Cuartos de final).

- Todos los horarios corresponden a la hora local de Costa Rica (UTC-6).

### Grupo A
| Equipo     | Pts. | PJ | PG | PE | PP | GF | GC | Dif. |
| ---------- | ---- | -- | -- | -- | -- | -- | -- | ---- |
| España     | 7    | 3  | 2  | 1  | 0  | 8  | 0  | 8    |
| Brasil     | 7    | 3  | 2  | 1  | 0  | 7  | 0  | 7    |
| Australia  | 3    | 3  | 1  | 0  | 2  | 3  | 6  | -3   |
| Costa Rica | 0    | 3  | 0  | 0  | 3  | 1  | 13 | -12  |

| 10 de agosto de 2022 | España | 0:0     | Brasil | Estadio Nacional, San José                        |                                                   |
| 17:00                |        | Reporte |        | Asistencia: 9819 espectadores Árbitra: Tori Penso | Asistencia: 9819 espectadores Árbitra: Tori Penso |

| 10 de agosto de 2022 | Costa Rica | 1:3 (1:2) | Australia                                  | Estadio Nacional, San José                             |                                                        |
| 20:00                | Pinell 19' | Reporte   | Hunter 37' (pen.) · Henry 38' · Fenton 72' | Asistencia: 22 506 espectadores Árbitra: Tess Olofsson | Asistencia: 22 506 espectadores Árbitra: Tess Olofsson |

| 13 de agosto de 2022                                                                         | Brasil                   | 2:0 (1:0) | Australia | Estadio Alejandro Morera Soto, Alajuela              |                                                      |
| 14:00                                                                                        | Priscila 26' · Aline 46' | Reporte   |           | Asistencia: 1759 espectadores Árbitra: Cheryl Foster | Asistencia: 1759 espectadores Árbitra: Cheryl Foster |
| Partido demorado en el minuto 28 debido a una intensa lluvia, se reanudó 77 minutos después. |                          |           |           |                                                      |                                                      |

| 13 de agosto de 2022 | Costa Rica | 0:5 (0:2) | España                                                                              | Estadio Nacional, San José                               |                                                          |
| 20:00                |            | Reporte   | Majarín 26' · Mingueza 33' · Gabarro 62' (pen.) · Elexpuru 74' · Paralluelo 90+4' · | Asistencia: 22 446 espectadores Árbitra: Emikar Calderas | Asistencia: 22 446 espectadores Árbitra: Emikar Calderas |

| 16 de agosto de 2022 | Brasil                                                                            | 5:0 (1:0) | Costa Rica | Estadio Nacional, San José                               |                                                          |
| 20:00                | Rafa Levis 27', 53' (pen.) · Pati Maldaner 63' · Aline 75' · Mileninha 88' (pen.) | Reporte   |            | Asistencia: 11 923 espectadores Árbitra: Lina Lehtovaara | Asistencia: 11 923 espectadores Árbitra: Lina Lehtovaara |

| 16 de agosto de 2022 | Australia | 0:3 (0:2) | España                | Estadio Alejandro Morera Soto, Alajuela                |                                                        |
| 20:00                |           | Reporte   | Gabarro 19', 24', 61' | Asistencia: 939 espectadores Árbitra: Francia González | Asistencia: 939 espectadores Árbitra: Francia González |

### Grupo B
| Equipo        | Pts. | PJ | PG | PE | PP | GF | GC | Dif. |
| ------------- | ---- | -- | -- | -- | -- | -- | -- | ---- |
| Colombia      | 5    | 3  | 1  | 2  | 0  | 3  | 2  | 1    |
| México        | 5    | 3  | 1  | 2  | 0  | 2  | 1  | 1    |
| Alemania      | 3    | 3  | 1  | 0  | 2  | 3  | 2  | 1    |
| Nueva Zelanda | 2    | 3  | 0  | 2  | 1  | 3  | 6  | -3   |

| 10 de agosto de 2022 | Alemania | 0:1 (0:0) | Colombia  | Estadio Alejandro Morera Soto, Alajuela                |                                                        |
| 11:00                |          | Reporte   | Muñoz 87' | Asistencia: 1158 espectadores Árbitra: Marianela Araya | Asistencia: 1158 espectadores Árbitra: Marianela Araya |

| 10 de agosto de 2022 | Nueva Zelanda      | 1:1 (1:1) | México      | Estadio Alejandro Morera Soto, Alajuela             |                                                     |
| 14:00                | Cázares 31' (a.g.) | Reporte   | Vázquez 45' | Asistencia: 1007 espectadores Árbitra: Kim Yu-jeong | Asistencia: 1007 espectadores Árbitra: Kim Yu-jeong |

| 13 de agosto de 2022 | Alemania                                          | 3:0 (0:0) | Nueva Zelanda | Estadio Alejandro Morera Soto, Alajuela                  |                                                          |
| 11:00                | Fröhlich 58' · Weidauer 64' (pen.) · Corley 90+4' | Reporte   |               | Asistencia: 1391 espectadores Árbitra: Vincentia Amedome | Asistencia: 1391 espectadores Árbitra: Vincentia Amedome |

| 13 de agosto de 2022 | México | 0:0     | Colombia | Estadio Nacional, San José                           |                                                      |
| 17:00                |        | Reporte |          | Asistencia: 9336 espectadores Árbitra: Tess Olofsson | Asistencia: 9336 espectadores Árbitra: Tess Olofsson |

| 16 de agosto de 2022 | Colombia            | 2:2 (1:1) | Nueva Zelanda            | Estadio Nacional, San José                        |                                                   |
| 17:00                | L. Caicedo 10', 63' | Reporte   | Clegg 3' · Lancaster 71' | Asistencia: 3378 espectadores Árbitra: Tori Penso | Asistencia: 3378 espectadores Árbitra: Tori Penso |

| 16 de agosto de 2022                                                                                   | México         | 1:0 (0:0) | Alemania | Estadio Alejandro Morera Soto, Alajuela                |                                                        |
| 17:00                                                                                                  | Villanueva 59' | Reporte   |          | Asistencia: 1218 espectadores Árbitra: Akhona Makalima | Asistencia: 1218 espectadores Árbitra: Akhona Makalima |
| Alemania es eliminada por primera vez en fase de grupos de una Copa Mundial Femenina de Fútbol Sub-20. |                |           |          |                                                        |                                                        |

### Grupo C
| Equipo        | Pts. | PJ | PG | PE | PP | GF | GC | Dif. |
| ------------- | ---- | -- | -- | -- | -- | -- | -- | ---- |
| Nigeria       | 9    | 3  | 3  | 0  | 0  | 5  | 1  | 4    |
| Francia       | 6    | 3  | 2  | 0  | 1  | 4  | 2  | 2    |
| Corea del Sur | 3    | 3  | 1  | 0  | 2  | 2  | 2  | 0    |
| Canadá        | 0    | 3  | 0  | 0  | 3  | 2  | 8  | -6   |

| 11 de agosto de 2022                                                                     | Francia | 0:1 (0:0) | Nigeria       | Estadio Nacional, San José                             |                                                        |
| 17:00                                                                                    |         | Reporte   | Sabastine 85' | Asistencia: 733 espectadores Árbitra: Francia González | Asistencia: 733 espectadores Árbitra: Francia González |
| Partido demorado en el minuto 21 debido a una intensa lluvia, se reanudó 1 hora después. |         |           |               |                                                        |                                                        |

| 11 de agosto de 2022 | Canadá | 0:2 (0:0) | Corea del Sur                          | Estadio Nacional, San José                            |                                                       |
| 20:30                |        | Reporte   | Courtnall 53' (a.g.) · Mun Ha-yeon 62' | Asistencia: 839 espectadores Árbitra: Lina Lehtovaara | Asistencia: 839 espectadores Árbitra: Lina Lehtovaara |

| 14 de agosto de 2022 | Corea del Sur | 0:1 (0:0) | Nigeria        | Estadio Alejandro Morera Soto, Alajuela                   |                                                           |
| 15:15                |               | Reporte   | Onyenezide 83' | Asistencia: 482 espectadores Árbitra: Marta Huerta de Aza | Asistencia: 482 espectadores Árbitra: Marta Huerta de Aza |

| 14 de agosto de 2022 | Francia                             | 3:1 (0:0) | Canadá      | Estadio Nacional, San José                                 |                                                            |
| 20:00                | Folquet 51', 66' · Mbakem-Niaro 89' | Reporte   | Smith 90+6' | Asistencia: 1327 espectadores Árbitra: Anna-Marie Keighley | Asistencia: 1327 espectadores Árbitra: Anna-Marie Keighley |

| 17 de agosto de 2022 | Corea del Sur | 0:1 (0:0) | Francia          | Estadio Nacional, San José                              |                                                         |
| 20:00                |               | Reporte   | Mbakem-Niaro 74' | Asistencia: 979 espectadores Árbitra: Vincentia Amedome | Asistencia: 979 espectadores Árbitra: Vincentia Amedome |

| 17 de agosto de 2022 | Nigeria                                         | 3:1 (2:1) | Canadá   | Estadio Alejandro Morera Soto, Alajuela        |                                                |
| 20:00                | Onyenezide 24' (pen.), 32' (pen.) · Olise 90+1' | Reporte   | Novak 2' | Asistencia: 973 espectadores Árbitra: Lara Lee | Asistencia: 973 espectadores Árbitra: Lara Lee |

### Grupo D
| Equipo         | Pts. | PJ | PG | PE | PP | GF | GC | Dif. |
| -------------- | ---- | -- | -- | -- | -- | -- | -- | ---- |
| Japón          | 9    | 3  | 3  | 0  | 0  | 6  | 1  | 5    |
| Países Bajos   | 6    | 3  | 2  | 0  | 1  | 7  | 2  | 5    |
| Estados Unidos | 3    | 3  | 1  | 0  | 2  | 4  | 6  | -2   |
| Ghana          | 0    | 3  | 0  | 0  | 3  | 1  | 9  | -8   |

| 11 de agosto de 2022 | Ghana | 0:3 (0:2) | Estados Unidos                          | Estadio Alejandro Morera Soto, Alajuela        |                                                |
| 11:00                |       | Reporte   | Cooper 11' · Thompson 38' · Sentnor 51' | Asistencia: 987 espectadores Árbitra: Lara Lee | Asistencia: 987 espectadores Árbitra: Lara Lee |

| 11 de agosto de 2022 | Japón        | 1:0 (1:0) | Países Bajos | Estadio Alejandro Morera Soto, Alajuela               |                                                       |
| 14:00                | Yamamoto 23' | Reporte   |              | Asistencia: 877 espectadores Árbitra: Akhona Makalima | Asistencia: 877 espectadores Árbitra: Akhona Makalima |

| 14 de agosto de 2022 | Japón                         | 2:0 (0:0) | Ghana | Estadio Alejandro Morera Soto, Alajuela               |                                                       |
| 11:00                | Hamano 62' (pen.), 73' (pen.) | Reporte   |       | Asistencia: 765 espectadores Árbitra: Marianela Araya | Asistencia: 765 espectadores Árbitra: Marianela Araya |

| 14 de agosto de 2022 | Estados Unidos | 0:3 (0:1) | Países Bajos                                 | Estadio Nacional, San José                          |                                                     |
| 17:00                |                | Reporte   | Koopman 32' · Foederer 55' · Auée 62' (pen.) | Asistencia: 2652 espectadores Árbitra: Kim Yu-jeong | Asistencia: 2652 espectadores Árbitra: Kim Yu-jeong |

| 17 de agosto de 2022 | Estados Unidos | 1:3 (0:0) | Japón                                   | Estadio Alejandro Morera Soto, Alajuela                    |                                                            |
| 17:00                | Jackson 70'    | Reporte   | Matsukubo 55' · Koyama 67' · Tabata 84' | Asistencia: 1392 espectadores Árbitra: Marta Huerta de Aza | Asistencia: 1392 espectadores Árbitra: Marta Huerta de Aza |

| 17 de agosto de 2022 | Países Bajos                                      | 4:1 (1:0) | Ghana        | Estadio Nacional, San José                            |                                                       |
| 17:00                | Rijsbergen 28', 65' · Henry 51' · Auée 84' (pen.) | Reporte   | Boaduwaa 53' | Asistencia: 814 espectadores Árbitra: Emikar Calderas | Asistencia: 814 espectadores Árbitra: Emikar Calderas |

## Segunda fase
|  | Cuartos de final | Cuartos de final |              |       | Semifinales  | Semifinales  |  |  | Final | Final |
|  |                  |                  |              |       |              |              |  |  |       |       |
|  |                  |                  |              |       |              |              |  |  |       |       |
|  |                  |                  |              |       |              |              |  |  |       |       |
|  | España           | 1                |              |       |              |              |  |  |       |       |
|  | España           | 1                |              |       |              |              |  |  |       |       |
|  | México           | 0                |              |       |              |              |  |  |       |       |
|  | México           | 0                | España       | 2     |              |              |  |  |       |       |
|  |                  |                  | España       | 2     |              |              |  |  |       |       |
|  |                  | Países Bajos     | 1            |       |              |              |  |  |       |       |
|  | Nigeria          | Países Bajos     | 1            | 0     |              |              |  |  |       |       |
|  | Nigeria          |                  |              | 0     |              |              |  |  |       |       |
|  | Países Bajos     | 2                |              |       |              |              |  |  |       |       |
|  | Países Bajos     | 2                | España       | 3     |              |              |  |  |       |       |
|  |                  |                  | España       | 3     |              |              |  |  |       |       |
|  |                  | Japón            | 1            |       |              |              |  |  |       |       |
|  | Colombia         | Japón            | 1            | 0     |              |              |  |  |       |       |
|  | Colombia         |                  |              | 0     |              |              |  |  |       |       |
|  | Brasil           | 1                |              |       |              |              |  |  |       |       |
|  | Brasil           | 1                | Brasil       | 1     |              |              |  |  |       |       |
|  |                  |                  | Brasil       | 1     |              |              |  |  |       |       |
|  |                  | Japón            | 2            |       | Tercer lugar | Tercer lugar |  |  |       |       |
|  | Japón (p.)       | Japón            | 2            | 3 (5) | Tercer lugar | Tercer lugar |  |  |       |       |
|  | Japón (p.)       |                  |              | 3 (5) |              |              |  |  |       |       |
|  | Francia          | 3 (3)            |              |       |              |              |  |  |       |       |
|  | Francia          | 3 (3)            | Países Bajos | 1     |              |              |  |  |       |       |
|  |                  |                  |              |       |              |              |  |  |       |       |
|  | Brasil           | 4                |              |       |              |              |  |  |       |       |
|  | Brasil           | 4                |              |       |              |              |  |  |       |       |

### Cuartos de final
| 20 de agosto de 2022 | España      | 1:0 (1:0) | México | Estadio Nacional, San José                          |                                                     |
| 16:30                | Gabarro 25' | Reporte   |        | Asistencia: 4914 espectadores Árbitra: Kim Yu-jeong | Asistencia: 4914 espectadores Árbitra: Kim Yu-jeong |

| 20 de agosto de 2022 | Colombia | 0:1 (0:1) | Brasil              | Estadio Nacional, San José                           |                                                      |
| 20:00                |          | Reporte   | Tarciane 26' (pen.) | Asistencia: 7874 espectadores Árbitra: Cheryl Foster | Asistencia: 7874 espectadores Árbitra: Cheryl Foster |

| 21 de agosto de 2022                                                                         | Nigeria | 0:2 (0:2) | Países Bajos            | Estadio Alejandro Morera Soto, Alajuela                |                                                        |
| 16:30                                                                                        |         | Reporte   | Hulswit 11' · Henry 33' | Asistencia: 3005 espectadores Árbitra: Marianela Araya | Asistencia: 3005 espectadores Árbitra: Marianela Araya |
| Primera vez que Países Bajos clasifica a semifinales en un mundial femenino de la categoría. |         |           |                         |                                                        |                                                        |

| 21 de agosto de 2022 | Japón                                                   | 3:3 (2:2, 1:1) (t. s.)(5:3 p.) | Francia                                        | Estadio Alejandro Morera Soto, Alajuela                |                                                        |
| 20:00                | Yamamoto 33' (pen.) · Hamano 48' · Fujino 120+5' (pen.) | Reporte                        | Folquet 15' · Mbakem-Niaro 85' · Hoeltzel 110' | Asistencia: 2979 espectadores Árbitra: Emikar Calderas | Asistencia: 2979 espectadores Árbitra: Emikar Calderas |
|                      |                                                         | Tiros desde el punto penal     |                                                |                                                        |                                                        |
|                      | Oyama · Koyama · Fujino · Shimada · Tabata              |                                | Fazer · Sombath · Mbakem-Niaro · Le Guilly     |                                                        |                                                        |

### Semifinales
| 25 de agosto de 2022 | España           | 2:1 (2:0) | Países Bajos | Estadio Nacional, San José                        |                                                   |
| 16:30                | Gabarro 22', 25' | Reporte   | Van Gool 54' | Asistencia: 4054 espectadores Árbitra: Tori Penso | Asistencia: 4054 espectadores Árbitra: Tori Penso |

| 25 de agosto de 2022 | Brasil   | 1:2 (0:1) | Japón                     | Estadio Nacional, San José                           |                                                      |
| 20:00                | Cris 55' | Reporte   | Yamamoto 30' · Hamano 84' | Asistencia: 6571 espectadores Árbitra: Tess Olofsson | Asistencia: 6571 espectadores Árbitra: Tess Olofsson |

### Tercer puesto
| 28 de agosto de 2022 | Países Bajos | 1:4 (1:1) | Brasil                                                     | Estadio Nacional, San José                                 |                                                            |
| 16:30                | Van Gool 21' | Reporte   | Ana Clara 9' · Tarciane 59', 79' (pen.) · Gi Fernandes 89' | Asistencia: 15 672 espectadores Árbitra: Vincentia Amedome | Asistencia: 15 672 espectadores Árbitra: Vincentia Amedome |

### Final
| 28 de agosto de 2022 | España                                   | 3:1 (3:0) | Japón     | Estadio Nacional, San José                               |                                                          |
| 20:00                | Gabarro 12' · Paralluelo 22', 27' (pen.) | Reporte   | Amano 47' | Asistencia: 29 891 espectadores Árbitra: Emikar Calderas | Asistencia: 29 891 espectadores Árbitra: Emikar Calderas |

|                            |
| Bandera de España          |
| Campeón España 1.er título |

## Estadísticas

### Tabla general
| Pos. | Equipo         | Pts. | PJ | PG | PE | PP | GF | GC | Dif. | Rend  |
| ---- | -------------- | ---- | -- | -- | -- | -- | -- | -- | ---- | ----- |
| 1    | España         | 16   | 6  | 5  | 1  | 0  | 14 | 2  | 12   | 88,8% |
| 2    | Japón          | 13   | 6  | 4  | 1  | 1  | 12 | 8  | 4    | 72,2% |
| 3    | Brasil         | 13   | 6  | 4  | 1  | 1  | 13 | 3  | 10   | 72,2% |
| 4    | Países Bajos   | 9    | 6  | 3  | 0  | 3  | 11 | 8  | 3    | 50%   |
| 5    | Nigeria        | 9    | 4  | 3  | 0  | 1  | 5  | 3  | 2    | 75%   |
| 6    | Francia        | 7    | 4  | 2  | 1  | 1  | 7  | 5  | 2    | 58,3% |
| 7    | Colombia       | 5    | 4  | 1  | 2  | 1  | 3  | 3  | 0    | 41,6% |
| 8    | México         | 5    | 4  | 1  | 2  | 1  | 2  | 2  | 0    | 41,6% |
| 9    | Alemania       | 3    | 3  | 1  | 0  | 2  | 3  | 2  | 1    | 33,3% |
| 10   | Corea del Sur  | 3    | 3  | 1  | 0  | 2  | 2  | 2  | 0    | 33,3% |
| 11   | Estados Unidos | 3    | 3  | 1  | 0  | 2  | 4  | 6  | -2   | 33,3% |
| 12   | Australia      | 3    | 3  | 1  | 0  | 2  | 3  | 6  | -3   | 33,3% |
| 13   | Nueva Zelanda  | 2    | 3  | 0  | 2  | 1  | 3  | 6  | -3   | 22,2% |
| 14   | Canadá         | 0    | 3  | 0  | 0  | 3  | 2  | 8  | -6   | 0%    |
| 15   | Ghana          | 0    | 3  | 0  | 0  | 3  | 1  | 9  | -8   | 0%    |
| 16   | Costa Rica     | 0    | 3  | 0  | 0  | 3  | 1  | 13 | -12  | 0%    |

### Goleadoras
| Jugadora            | Selección    | Goles |
| ------------------- | ------------ | ----- |
| Inma Gabarro        | España       | 8     |
| Maika Hamano        | Japón        | 4     |
| Yuzuki Yamamoto     | Japón        | 3     |
| Magnaba Folquet     | Francia      | 3     |
| Salma Paralluelo    | España       | 3     |
| Esther Mbakem-Niaro | Francia      | 3     |
| Esther Onyenezide   | Nigeria      | 3     |
| Tarciane            | Brasil       | 3     |
| Marit Auée          | Países Bajos | 2     |
| Ziva Henry          | Países Bajos | 2     |
| Aline               | Brasil       | 2     |
| Liz Rijsbergen      | Países Bajos | 2     |
| Rafa Levis          | Brasil       | 2     |
| Linda Caicedo       | Colombia     | 2     |
| Rosa van Gool       | Países Bajos | 2     |

| Gia Corley          | Alemania       | 1                 |
| Clara Fröhlich      | Alemania       | 1                 |
| Sophie Weidauer     | Alemania       | 1                 |
| Kirsty Fenton       | Australia      | 1                 |
| Bryleeh Henry       | Australia      | 1                 |
| Sarah Hunter        | Australia      | 1                 |
| Ana Clara           | Brasil         | 1                 |
| Cris                | Brasil         | 1                 |
| Gi Fernandes        | Brasil         | 1                 |
| Mileninha           | Brasil         | 1                 |
| Pati Maldaner       | Brasil         | 1                 |
| Priscila            | Brasil         | 1                 |
| Kaila Novak         | Canadá         | 1                 |
| Olivia Smith        | Canadá         | 1                 |
| Mariana Muñoz       | Colombia       | 1                 |
| Mun Ha-yeon         | Corea del Sur  | 1                 |
| Alexandra Pinell    | Costa Rica     | 1                 |
| Ane Elexpuru        | España         | 1                 |
| Sonia Majarín       | España         | 1                 |
| Ariadna Mingueza    | España         | 1                 |
| Michelle Cooper     | Estados Unidos | 1                 |
| Simone Jackson      | Estados Unidos | 1                 |
| Ally Sentnor        | Estados Unidos | 1                 |
| Alyssa Thompson     | Estados Unidos | 1                 |
| Mégane Hoeltzel     | Francia        | 1                 |
| Doris Boaduwaa      | Ghana          | 1                 |
| Suzu Amano          | Japón          | 1                 |
| Aoba Fujino         | Japón          | 1                 |
| Shinomi Koyama      | Japón          | 1                 |
| Manaka Matsukubo    | Japón          | 1                 |
| Haruna Tabata       | Japón          | 1                 |
| Anette Vázquez      | México         | 1                 |
| Alexia Villanueva   | México         | 1                 |
| Chioma Olise        | Nigeria        | 1                 |
| Flourish Sabastine  | Nigeria        | 1                 |
| Emily Clegg         | Nueva Zelanda  | 1                 |
| Charlotte Lancaster | Nueva Zelanda  | 1                 |
| Dana Foederer       | Países Bajos   | 1                 |
| Zera Hulswit        | Países Bajos   | 1                 |
| Sanne Koopman       | Países Bajos   | 1                 |
| Autogoles           | Autogoles      | Anotado · Autogol |
| Brooklyn Courtnall  | Canadá         | 1                 |
| Carol Cázares       | México         | 1                 |

## Premios y reconocimientos

### Balón de oro
| Premio          |                 | Jugadora     | Selección |
| --------------- | --------------- | ------------ | --------- |
| Balón de Oro    | Balón de Oro    | Maika Hamano | Japón     |
| Balón de Plata  | Balón de Plata  | Inma Gabarro | España    |
| Balón de Bronce | Balón de Bronce | Tarciane     | Brasil    |

### Bota de oro
| Premio         |                | Jugadora        | Selección | Goles |
| -------------- | -------------- | --------------- | --------- | ----- |
| Bota de Oro    | Bota de Oro    | Inma Gabarro    | España    | 8     |
| Bota de Plata  |                | Maika Hamano    | Japón     | 4     |
| Bota de Bronce | Bota de Bronce | Yuzuki Yamamoto | Japón     | 3     |

### Guante de oro
| Premio        |  | Jugadora   | Selección |
| ------------- |  | ---------- | --------- |
| Guante de Oro |  | Txell Font | España    |

### Juego limpio
| Premio                            | Selección |
| Premio al Juego Limpio de la FIFA | Japón     |
| --------------------------------- | --------- |

### Jugadora del partido
| Fase de grupos - Fecha 1 | Fase de grupos - Fecha 1 | Fase de grupos - Fecha 2 | Fase de grupos - Fecha 2 | Fase de grupos - Fecha 3 | Fase de grupos - Fecha 3 | Fase de eliminatorias | Fase de eliminatorias |
| Jugadora                 | Partido                  | Jugadora                 | Partido                  | Jugadora                 | Partido                  | Jugadora              | Partido               |
| ------------------------ | ------------------------ | ------------------------ | ------------------------ | ------------------------ | ------------------------ | --------------------- | --------------------- |
| Linda Caicedo            | 0:1                      | Kate Taylor              | 3:0                      | Linda Caicedo            | 2:2                      | Ariadna Mingueza      | 1:0                   |
| Natalia Mauleón          | 1:1                      | Tarciane                 | 2:0                      | Celeste Espino           | 1:0                      | Yaya                  | 0:1                   |
| Luany                    | 0:0                      | Kelly Caicedo            | 0:0                      | Rafa Levis               | 5:0                      | Ziva Henry            | 0:2                   |
| Daniela Galic            | 1:3                      | Ariadna Mingueza         | 0:5                      | Inma Gabarro             | 0:3                      | Aemu Oyama            | 3:3 (5:3)             |
| Olivia Moultrie          | 0:3                      | Maika Hamano             | 2:0                      | Manaka Matsukubo         | 1:3                      | Salma Paralluelo      | 2:1                   |
| Maika Hamano             | 1:0                      | Esther Onyenezide        | 0:1                      | Liz Rijsbergen           | 4:1                      | Yuzuki Yamamoto       | 1:2                   |
| Flourish Sabastine       | 0:1                      | Dana Foederer            | 0:3                      | Vicki Becho              | 0:1                      | Tarciane              | 1:4                   |
| Chun Ga-ram              | 0:2                      | Magnaba Folquet          | 3:1                      | Esther Onyenezide        | 3:1                      | Salma Paralluelo      | 3:1                   |

## Símbolos y mercadeo

### Emblema y lema
El emblema y el lema oficiales de la competición se presentaron el 10 de agosto de 2021.
El diseño representa el trofeo de la Copa Mundial Femenina de Fútbol Sub-20 con elementos del fútbol y de la cultura de Costa Rica, principalmente resaltan los colores verde, azul y rojo: Colores de la bandera costarricense representando a la cultura nacional, 11 granos de café que representan 11 jugadoras de fútbol, campos fértiles de fútbol y la biodiversidad y naturaleza.
Vamos Juntas
El lema oficial del torneo es Vamos Juntas™.

### Canción oficial
El tema «Vamos juntas», compuesta por Jorge Castro e interpretada por Isabella Castro, Rebeca Malavassi, Tony Succar y el coro femenino de la escuela Franz Liszt, es la canción oficial del torneo.